# Хусід Григорій Якович
Григорій Якович Хусід (7 жовтня 1924, Зінов'євськ — 27 січня 2007, Київ) — український скульптор; член Спілки радянських художників України з 1956 року. Чоловік скульпторки Інни Коломієць. батько художниці-керамістки Марини Хусід.

## Життєпис
Народився 7 жовтня 1924 року в місті Зінов'євську (нині Кропивницький, Україна). Протягом 1946—1952 років навчався у Київському художньому інституті, був учнем Михайла Лисенка, Макса Гельмана. Член ВКП(б) з 1945 року.
Керував студією образотворчого мистецтва при київському заводі «Більшовик». Його учнями були Борозенець Володимир Тимофійович, Древецький Анатолій Анатолійович, Єршов Геннадій Олексійович, Кадирова Жанна Ельфатівна, Корчинський Василь Леонтійович, Мацюк Олександр Васильович, Пінчук Олег Степанович, Трегуб Микола Іванович, та інші.
Мешкав у Києві в будинку на Бастіонному провулку, № 9, квартира № 31. Помер у Києві 27 січня 2007 року.

## Творчість
Працював в галузях станкової та монументально-декоративної скульптури (переважно використовував склобетон). Серед робіт:
станкова скульптура
- «За волю» (1953—1954, гіпс тонований);
- «Портрет художника Миколи Прахова» (1955, дерево);
- «Портрет хірурга Д. М. Думбадзе» (1957);
- композиція «Бронебійники» (1964);
- «Військкор» (1967, склобетон);
- «Розмітниця» (1967, склобетон металізований);
- «Студент Казанського університету Володя Ульянов» (1969, склобетон);
- «Партизанка» (1971, штучний камінь);
- «Робітнича газета» (1972, штучний камінь);
- «Бабель» (1999);
- «Горовиць» (1999);
- «Мудрець» (2000).

монументальні роботи
| Пам'ятник Данилу Заболотному. |
| Монумент Слави                |

- Пам'ятник Юлдашу Ахунбабаєву в Маргілані (1962—1963);
- Пам'ятник академіку Данилу Заболотному в селі Заболотному Вінницької області (1965, бронза);
- Скульптурні оздоби в Палаці культури в Новій Каховці[5];
- Монумент Слави у Житомирі (9 травня 1979, у співавторстві з Інною Коломієць, архітектори І. Іванов, Анатолій Ігнащенко)[6];
- Меморіальна дошка Миколі Амосову в Києві, на фасаді будинку на вулиці Богдана Хмельницького, № 42, де в 1971—2002 роках жив і працював науковець (2003, бронза, барельєф)[7].

Брав участь у республіканських виставках з 1954 року, всесоюзних — з 1963 року.